# تسمتشي
تسمتشي هي بلدة في مقاطعة خطيرجي في ولاية نواوي في أوزبكستان.